# 문평남초등학교
문평남초등학교는 대한민국 전라남도 나주시 문평면 체암로 6 (옥당리)에 있었던 공립 초등학교이다.

## 연혁
- 1948년 9월 3일 문평공립국민학교 분교장
- 1950년 2월 7일 문평남공립국민학교로 승격
- 1981년 3월 10일 병설유치원 개원
- 1996년 3월 1일 문평남초등학교로 개칭
- 2010년 3월 1일 문평초등학교로 통폐합